# تجربة جو روغان
تجربة جو روغان (بالإنجليزية: The Joe Rogan Experience)‏ هو بودكاست يستضيفه الممثل الكوميدي الأمريكي والمقدم والمعلق الملون في يو إف سي جو روغان. تم إطلاقه في 24 ديسمبر 2009، على موقع يوتيوب بواسطة روغان والممثل الكوميدي بريان ريدبان، الذي كان المضيف المشارك الوحيد والمنتج حتى عام 2012 عندما تم التعاقد مع جيمي فيرنون، الذي سيتولى الإنتاج في النهاية، للمشاركة في الإنتاج المشترك. بحلول عام 2015، أصبح واحد من أكثر برامج البودكاست شعبية في العالم، حيث تلقى بانتظام ملايين المشاهدات لكل حلقة، بما في ذلك أيضًا مجموعة واسعة من الضيوف، بما في ذلك قطب الأعمال إيلون ماسك، والمخبر إدوارد سنودن، والسيناتور بيرني ساندرز، وعالم الفيزياء الفلكية نيل ديجراس تايسون. من ديسمبر 2020 إلى فبراير 2024، كان البودكاست متاحًا حصريًا على سبوتيفاي، مع تحميل أبرز الأحداث على قناة تجربة جو روغان الرئيسية على يوتيوب. تم تسجيل البودكاست في الأصل في منزل روغان في كاليفورنيا، قبل الانتقال إلى استوديو خاص في وودلاند هيلز، كاليفورنيا. تم نقل الإنتاج إلى أوستن، تكساس بعد أن تم ترخيص البودكاست حصريًا على سبوتيفاي في عام 2020.